# Sayid Karam (district)
Sayid Karam is een van de 11 districten van de provincie Paktiyā in Afghanistan. Het districtscentrum ligt in Sayid Karam.

## Geschiedenis
In 2004 is het voormalige district Sayid Karam gesplitst in het huidige district Sayid Karam en een nieuw district Ahmadabad.
Ahmadabad · Chamkani · Dand-Wa-Patan · Gardez · Jaji · Jani Khel · Lija Ahmad Khel · Sayid Karam · Shwak · Wuza Zadran · Zurmat